# Manoir de Kernavélo
Le manoir de Kernavélo est situé à Sarzeau en France.

## Localisation
Le manoir est situé sur le territoire de la commune de Sarzeau, au lieu-dit Kernavélo, dans le département du Morbihan en région Bretagne.

## Description
Le manoir date du XVIIIe siècle, corps de logis à plan allongé à sept travées, édifice à un étage carré, élévation à travées, il est construit en moellons de calcaire et granite. Toiture à longs pans recouverte d'ardoises, pignon couvert, croupe. Escalier dans-œuvre : escalier tournant à retours sans jour en charpente.

## Historique
Lieu noble attesté en 1757 comme appartenant à la famille Becdelièvre, ce manoir aurait été construit pour un chanoine de cette famille. Logis actuel datant du milieu du XVIIIe siècle. Partie nord (ancienne dépendance) transformée en cuisine avec remaniement de l'élévation est vers 1800. Partie sud (bûcher) aménagé en habitation à la fin du XIXe siècle. Fenêtres de la deuxième travée à droite de la porte dates de la première moitié du XXe siècle.
Le manoir est inscrit à l'inventaire général du patrimoine culturel.